# Podrži Konj
Podrži Konj es un pueblo ubicado en el municipio de Kriva Palanka, en Macedonia del Norte.

## Superficie
Posee una superficie de 21,61 kilómetros cuadrados.

## Demografía
Hasta 2021 la población era de 45 habitantes, con una densidad de población de 2,082 habitantes por kilómetro cuadrado.